# 마틴 캐사스
마틴 캐사스(Martin Casaus, 1985년 3월 5일 ~ )는 미국의 프로 레슬러이다. 멕시코계 미국인으로, 유타주 웨스트조던 출신이다. 《터프이너프》의 참가자이기도 했으며, 트리스탄 갤로(Tristan Gallo)라는 링네임으로도 알려져 있다. 《울트라 챔피언십 레슬링 제로》에서 4회 헤비급 챔피언이 되었다.